# سان مارتینو وال کاودینا
سان مارتینو وال کاودینا (به ایتالیایی: San Martino Valle Caudina) یک کومونه در ایتالیا است که در استان آولینو واقع شده‌است. سان مارتینو وال کاودینا ۲۲ کیلومتر مربع مساحت و ۴٬۷۱۰ نفر جمعیت دارد و ۳۱۵ متر بالاتر از سطح دریا واقع شده‌است.